# کاردینالیتی

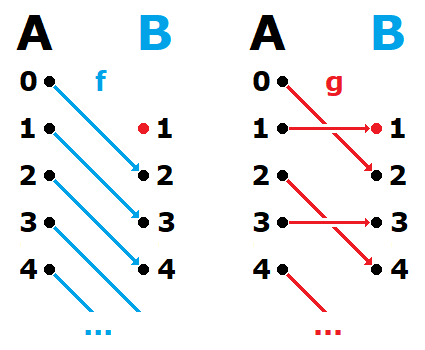
کاردینالیتی

در ریاضیات، کاردینالیتی  یا عدد اصلی (به انگلیسی: cardinality) یک مجموعه، یک اندازه‌گیری برای «تعداد عناصر مجموعه» است. برای مثال مجموعه ‏A = {۲، ۴، ۶}‎ شامل ۳ عنصر بوده و در نتیجه دارای کاردینالیتیِ ۳ است. دو روش در مورد کاردینالیتی وجود دارد – یکی که مجموعه‌ها را مستقیماً با استفاده از توابع دوسویه و توابع یک‌به‌یک مقایسه می‌کند و دیگری که از اعداد اصلی بهره می‌برد.
کاردینالیتی یک مجموعه همچنین اندازه آن خوانده می‌شود، جائیکه با دیگر مفاهیمِ اندازه خلط نشود.
کاردینالیتی یک مجموعه A را معمولاً با |A|، با یک نوار عمودی در هر طرف نشان می‌دهند؛ این همان نماد قدر مطلق است و معنای آن بستگی به زمینه بحث دارد. معادلاَ، کاردینالیتی یک مجموعه A ممکن است با ‏ n(A), card(A)‎ یا A# نشان داده شود.

## اعداد اصلی
رابطهٔ دارای عدد اصلی یکسان بودن را هم-شماری (یه انگلیسی: En:equinumerosity) می‌گویند و آن یک رابطه هم‌ارزی روی رده تمام مجموعه‌هاست. بنابر این، رده هم‌ارزی از یک مجموعه A تحت این رابطه متشکل از تمام آن مجموعه هاییست که دارای کاردینالیتی یکسانی با A هستند. دو راه برای تعریف «کاردینالیتی یک مجموعه» وجود دارد:
1. کاردینالیتی یک مجموعه A به عنوان رده هم‌ارزی اش تحت رابطهٔ هم-شماری تعریف می‌شود.
2. یک مجموعه نمایشگر برای هر رده هم‌ارزی مشخص می‌شود. رایج‌ترین انتخاب، شیء ابتدایی در آن رده است. این معمولاً به عنوان تعریف عدد اصلی در تئوری اصل موضوعه‌ای مجموعه‌ها در نظر گرفته می‌شود.

با فرض اصل انتخاب، کاردینالیتی مجموعه‌های نامتناهی به صورت زیر مشخص می‌شوند:
{\displaystyle \aleph _{0}<\aleph _{1}<\aleph _{2}<\ldots .}
برای هر عدد ترتیبی {\displaystyle \alpha }، {\displaystyle \aleph _{\alpha +1}} کوچکترین عدد اصلی بزرگتر از {\displaystyle \aleph _{\alpha }} است.

## مجموعه‌های متناهی، شمارا و ناشمارا
اگر اصل موضوع انتخاب برقرار باشد، قاعده تثلیث برای کاردینالیتی برقرار خواهد بود. بنابراین ما می‌توانیم تعاریف زیر را ارائه دهیم:
- هر مجموعه X باکاردینالیتی کمتر از اعداد طبیعی، یا | X | <| N | را یک مجموعه متناهی می‌گویند.
- هر مجموعه X که دارای کاردینالیتی یکسانی با اعداد طبیعیست، یا | X | = | N | = {\displaystyle \aleph _{0}} شمارای نامتناهی گویند.
- هر مجموعه X با کاردینالیتی بیشتر از اعداد طبیعی، یا | X |> | N |، برای مثال | R | = {\displaystyle {\mathfrak {c}}}> | N |، ناشمارا گویند.

## نکته[۴]

مثال:مجموعه حجم‌های محدب دارای ۵ عضو است
S∣=5∣

گاهی برای نمایش عدد اصلی یا کاردینالیتی مجموعهA از نمادهایی دیگری نیز استفاده می‌کنند. این نمادها در ادامه معرفی شده‌اند. بدیهی است به کار بردن هر یک از آن‌ها معادل با عدد اصلی مجموعهA
است.
- #A
- n(A)
- card(A)
- S∣=A∣